# Церква Святого Миколая (Балин)
Церква Святого Миколая в Балині — парафія і храм греко-католицької громади Кам'янець-Подільського деканату Кам'янець-Подільської єпархії Української греко-католицької церкви в селі Балин Хмельницької области.

## Історія церкви
У 2005 році мешканці села Балин Дунаєвецького району, після відвідин богослужіння у храмі Вознесіння Господнього в місті Дунаївці, висловили бажання створити греко-католицьку парафію у своєму селі. Попри опір місцевої сільської ради та громади Московського патріархату, віряни почали збиратися на служби в приміщенні колишнього магазину.
Уже в грудні 2006 року був закладений наріжний камінь під будівництво нового храму.
Невелика громада з 40 віруючих, власними силами, а також за благословенням та підтримкою владики Василія Семенюка, змогла за короткий час збудувати нову церкву.
16 грудня 2007 року єпископ Тернопільсько-Зборівський Василій Семенюк освятив новозбудований храм.
При парафії діє Вівтарна дружина.

## Парохи
- о. Дмитро Сухович (з 2006).